# Magnetic (альбом Теренса Бланчарда)
Magnetic — студийный альбом американского джазового трубача Теренса Бланчарда. Альбом был выпущен 28 мая 2013 года лейблом Blue Note Records. Magnetic стал его возвращением на лейбл после шестилетнего перерыва. Пластинка содержит 10 оригинальных композиций участников группы. За композицию «Don’t Run» альбом был номинирован в 2014 году на премию «Грэмми» в категории «Лучшее импровизированное джазовое соло».

## Отзывы
| Оценки критиков     | Оценки критиков |
| Источник            | Оценка          |
| ------------------- | --------------- |
| AllMusic            | [ 5 ]           |
| All About Jazz      | [ 6 ]           |
| About Entertainment | [ 7 ]           |
| The Baltimore Sun   | [ 8 ]           |
| The Buffalo News    | [ 9 ]           |
| Financial Times     | [ 10 ]          |
| PopMatters          | [ 11 ]          |
| Toronto Star        | [ 12 ]          |
| Los Angeles Times   | [ 13 ]          |
| Stereophile         | [ 14 ]          |
| Том Халл            | B+              |

Томас Конрад из журнала JazzTimes написал: «10 треков, все написанные участниками группы, разворачиваются как разнообразные, часто поразительные повествования. Непрерывно происходят эпизодические переходы, точки зрения меняются внутри ансамбля, передний план становится фоном, унисоны — контрапунктом, а контрапункт — органично переходящим в соло. Трубные извержения Бланчарда в таких произведениях, как „Pet Step Sitter’s Theme Song“ Алмазана и „Time to Spare“ Уинстона, яростны, но технически точны, и это до того, как он превращает себя в оркестр труб с электроникой. (Вихревая „Hallucinations“ Бланчарда — образцовое эстетическое применение цифровых технологий). Сопрано-саксофон Колтрейна врывается в „Don’t Run“ Бланчарда как экстаз. Лаконичные высказывания Уинстона настолько неотъемлемы от каждой мелодии, что они не столько похожи на соло, сколько на тщательные личные уточнения. Алмазан сбивает с ног грубой силой, трогает сердце лирикой и кружит голову замысловатостью — и все это в первую минуту своего пятиминутного фортепианного эпика „Comet“. В середине 2013 года это явный кандидат на звание лучшей записи года». Джефф Саймон из The Buffalo News отметил: «Бланчард всегда был отличным трубачом и первоклассным джазовым композитором». Крис Бартон из The Baltimore Sun отметил: «…Бланчард, как говорят, был вдохновлён недавним изучением буддизма. Его путешествие в „Magnetic“ может принять множество поворотов, но оно стоит того, чтобы его пройти».
Крис Бартон из газеты Los Angeles Times отметил: «…Бланчард, как говорят, вдохновлён недавним изучением буддизма. Его путешествие в Magnetic может принять множество поворотов, но оно стоит того, чтобы его пройти». Джеральдин Уайкофф из журнала Offbeat добавила: «Теренс Бланчард блестяще продолжает исследование джаза на протяжении всей своей жизни на своём последнем релизе. Как и следовало ожидать от музыканта его калибра, богатого опыта, таланта и страсти, трубач, композитор и аранжировщик вкладывает всю себя в каждую работу. … Magnetic — это серьёзная джазовая музыка, которая своим духом и ярким исполнением способна вызвать улыбку и даже смех». Майк Хобарт из газеты Financial Times отметил: «Захватывающее шоу Теренса Бланчарда для его мускулистого и чувствительного рабочего квинтета разворачивается подобно атмосферным партитурам фильмов, которые трубач создаёт для Спайка Ли».

## Список треков
| №                   | Название                       | Автор(ы)            | Длительность |
| ------------------- | ------------------------------ | ------------------- | ------------ |
| 1.                  | «Magnetic»                     | Terence Blanchard   | 7:02         |
| 2.                  | «Jacob's Ladder»               | Joshua Crumbly      | 7:59         |
| 3.                  | «Don't Run»                    | Blanchard           | 7:29         |
| 4.                  | «Pet Step Sitter's Theme Song» | Fabian Almazan      | 10:31        |
| 5.                  | «Hallucinations»               | Blanchard           | 8:42         |
| 6.                  | «No Borders Just Horizons»     | Kendrick Scott      | 7:21         |
| 7.                  | «Comet»                        | Almazan             | 4:53         |
| 8.                  | «Central Focus»                | Blanchard           | 4:31         |
| 9.                  | «Another Step»                 | Almazan             | 2:34         |
| 10.                 | «Time to Spare»                | Brice Winston       | 6:56         |
| Общая длительность: | Общая длительность:            | Общая длительность: | 1:07:58      |

## Чарты
| Чарт (2013)                              | Высшая позиция |
| ---------------------------------------- | -------------- |
| США (Traditional Jazz Albums, Billboard) | 7              |
| США (Billboard 200)                      | 9              |